# Isoperla flavescens
Isoperla flavescens är en bäcksländeart som beskrevs av Zhiltzova och Potikha 1986. Isoperla flavescens ingår i släktet Isoperla och familjen rovbäcksländor. Inga underarter finns listade i Catalogue of Life.